# Исламская культура
Исламская культура (араб. الثقافة الإسلامية‎, ас-сакафату-ль-исламийя) — многогранный термин, который в узком смысле обозначает средневековую культуру и традиции подвергнутых исламизации стран Ближнего и Среднего Востока, Средней Азии, Северо-Западной Индии, Северной Африки и Юго-Западной Европы. В более широкой интерпретации — классическая и современная культура исповедующих ислам народов, которые проживают на территории его распространения. «В обоих смыслах (особенно во втором) она является довольно условным понятием, нередко — результатом отождествления религии и культуры».

## Использование термина
Известный историк ислама Маршалл Ходжсон в своём трёхтомном исследовании «История ислама: Исламская цивилизация от рождения до наших дней» отметил трудность религиозного использования слов «ислам» и «мусульманин», в отличие от их академического применения. Он предложил использовать эти слова только для чисто религиозных явлений, а в качестве обозначения всех культурологических аспектов мусульманских народов предложил использовать термин «исламский мир». Однако его определение не было принято и путаница в этих терминах существует до сих пор.